# Министерство энергетики Российской Федерации
Министерство энергетики Российской Федерации (Минэнерго России) — федеральный орган исполнительной власти Российской Федерации, осуществляющий функции по выработке и реализации государственной политики и нормативно-правовому регулированию в сфере топливно-энергетического комплекса, в том числе по вопросам электроэнергетики, нефтедобывающей, нефтеперерабатывающей, газовой, угольной, сланцевой и торфяной промышленности, магистральных трубопроводов нефти, газа и продуктов их переработки, возобновляемых источников энергии, освоения месторождений углеводородов на основе соглашений о разделе продукции, и в сфере нефтехимической промышленности, а также функции по оказанию государственных услуг, управлению государственным имуществом в сфере производства и использования топливно-энергетических ресурсов.

## История
Решением Советом Министров СССР от 14 марта 1969 года № 195 было создано союзно-республиканское Министерство энергетики и электрификации СССР, которое руководило всеми одноимёнными республиканскими министерствами союзных республик СССР. В его ведении находились государственные энергопредприятия, которые Министерство само строило, развивало и эксплуатировало. Вышестоящим органом являлся Совет министров СССР.
В 1991 году после распада СССР государственные энергетические предприятия были приватизированы и перешли в частную собственность. Союзное Министерство было ликвидировано, республиканское преобразовано в Министерство топлива и энергетики Российской Федерации, преобразованное в 2004 году в «Министерство промышленности и энергетики Российской Федерации».
12 мая 2008 года Указом Президента РФ № 724 произошло разделение Министерства промышленности и энергетики Российской Федерации на Министерство промышленности и торговли Российской Федерации и Министерство энергетики Российской Федерации.

## Руководство
Министр энергетики — Сергей Евгеньевич Цивилёв (с 14 мая 2024)

### Заместители министра
Действующие
- Сорокин Павел Юрьевич (заместитель — с 12 марта 2018, первый заместитель — с 6 апреля 2022) — первый заместитель
- Исламов Дмитрий Викторович (с 10 марта 2025) — статс-секретарь — заместитель
- Грабчак Евгений Петрович (с 24 октября 2019)
- Конюшенко Петр Петрович (с 13 марта 2025)
- Маршавин Роман Анатольевич (с 1 ноября 2024)
- Шереметцев Эдуард Михайлович (с 5 мая 2022)

Бывшие
- Молодцов Кирилл Валентинович (3 апреля 2013 — 5 июля 2018)
- Кравченко Вячеслав Михайлович (10 сентября 2013 — 14 ноября 2018)
- Текслер Алексей Леонидович (заместитель — 20 июля 2013 — 18 ноября 2014; первый заместитель — 18 ноября 2014 — 21 марта 2019) — первый заместитель
- Черезов Андрей Владимирович (5 июля 2013 — 11 ноября 2020)
- Маневич Юрий Владиславович (11 апреля 2019 — 28 ноября 2020)
- Тихонов Анатолий Владимирович (25 июля 2019 — 12 апреля 2021)
- Бобылев Петр Михайлович (30 сентября 2021 — 6 апреля 2022)
- Сниккарс Павел Николаевич (28 ноября 2020 — 4 сентября 2024)
- Мочальников Сергей Викторович (6 апреля 2022 — 3 февраля 2025)
- Бондаренко Анастасия Борисовна (14 февраля 2018 — 7 марта 2025) — статс-секретарь — заместитель

## Структура
Структура центрального аппарата Минэнерго России включает в себя подразделения, которые именуются департаментами. Департаменты, в свою очередь, делятся на отделы. Департаменты возглавляются директорами, а их отделы — начальниками. На 2024 год Минэнерго России включало 11 департаментов.

## Полномочия
Министерство энергетики Российской Федерации осуществляет свои полномочия в следующих областях:
- Выработка и реализация государственной политики и нормативно-правового регулирования, а также осуществление правоприменительных функций и функций по контролю и надзору в области энергетики.
- Обеспечения деятельности подведомственных федеральных государственных унитарных предприятий и государственных учреждений.
- Обеспечения энергетической безопасности.
- Производства и использования топливно-энергетических ресурсов.
- Координация деятельности организаций по разработке прогнозов развития электро- и теплоэнергетики (за исключением атомной энергетики), нефтедобывающей, нефтеперерабатывающей, газовой, угольной, сланцевой и торфяной промышленности, газоснабжения и газового хозяйства, нефтепродуктообеспечения, магистральных трубопроводов нефти, газа и продуктов их переработки, нетрадиционной энергетики.
- Подготовка предложений по разработке инвестиционных проектов в области топливно-энергетического комплекса, программ освоения и использования углеводородных и других топливно-энергетических ресурсов, балансов топливно-энергетических ресурсов, текущих и перспективных балансов по отдельным видам энергоресурсов и принятие мер по их реализации.
- Разработка предложений по использованию систем магистральных нефтегазопроводов, нефтепродуктопроводов и энергетических систем и принятие мер по их реализации в установленном порядке.
- Разработка предложений в области энергосбережения и обеспечения безопасности при функционировании и развитии топливно-энергетического комплекса.
- Осуществление государственной политики по вопросам разработки и реализации соглашений о разделе продукции.
- Прочие полномочия.

## Подведомственные структуры
В ведении Министерства энергетики Российской Федерации находится:
- Федеральное государственное бюджетное учреждение «Российское энергетическое агентство» Минэнерго России[8][9].
- Федеральное государственное бюджетное учреждение по координации программ местного развития и решению социальных проблем, вызванных реструктуризацией предприятий угольной промышленности, «СОЦУГОЛЬ»[10][11].
- Федеральное государственное бюджетное учреждение по вопросам реорганизации и ликвидации нерентабельных шахт и разрезов «ГУРШ»[12].
- Федеральное государственное бюджетное учреждение «Ситуационно-аналитический центр Минэнерго России»[13][14].
- Федеральное государственное автономное образовательное учреждение дополнительного профессионального образования «Петербургский энергетический институт повышения квалификации»[15][16].
- Федеральное государственное автономное образовательное учреждение дополнительного профессионального образования «Институт повышения квалификации руководящих работников и специалистов топливно-энергетического комплекса»[17][18].
- Федеральное государственное автономное образовательное учреждение дополнительного профессионального образования «Кемеровский региональный институт повышения квалификации»[19][20].
- Федеральное государственное автономное образовательное учреждение дополнительного профессионального образования «Курсы повышения квалификации руководящих работников и специалистов топливно-энергетического комплекса»[21][22].
- Федеральное государственное автономное учреждение "Аварийно-спасательное формирование «Западно-Сибирская противофонтанная военизированная часть»[23][24].
- Федеральное государственное автономное учреждение "Аварийно-спасательное формирование «Южно-Российская противофонтанная военизированная часть»[25][26].
- Федеральное государственное автономное учреждение "Аварийно-спасательное формирование «Северо-Восточная противофонтанная военизированная часть»[27][28].
- Федеральное государственное автономное учреждение "Аварийно-спасательное формирование «Дальневосточная противофонтанная военизированная часть»[29][30].
- Федеральное государственное унитарное предприятие научно-производственное объединение по автоматизации нефтяной, нефтеперерабатывающей и нефтехимической промышленности[31][32].
- Федеральное государственное унитарное предприятие «РОСЭНЕРГОТОРГ» Министерства энергетики Российской Федерации[33].
- Федеральное государственное унитарное предприятие «Центр эксплуатационных услуг» Министерства энергетики Российской Федерации[34].
- Федеральное государственное унитарное предприятие "Управление по эксплуатации автомобильных газонаполнительных компрессорных станции «Мосавтогаз» Министерства энергетики Российской Федерации[35][36].
- Федеральное государственное унитарное предприятие «Федеральная энергосервисная компания»[37][38].
- Федеральное государственное унитарное предприятие "Государственный трест «Арктикуголь»[39][40].
- Федеральное государственное унитарное предприятие «Национальный научный центр горного производства — Институт горного дела имени академика А. А. Скочинского»[41].

## Ведомственные награды
Награждение ведомственными наградами Министерства энергетики Российской Федерации производится за особые достижения (заслуги) в сфере топливно-энергетического комплекса, нефтехимической промышленности и теплоснабжения.

### Почётные звания
- «Почётный работник топливно-энергетического комплекса».
- «Почётный работник газовой промышленности».
- «Почётный нефтяник».
- «Почётный нефтехимик».
- «Почётный строитель».
- «Почётный шахтёр».
- «Почётный энергетик».

### Знаки отличия
- «Знак «Шахтёрская слава»».

### Медали
- «Трудовая слава».
- «За отличие в ликвидации последствий чрезвычайной ситуации на объектах топливно-энергетического комплекса».

### Иные награды
- Почётная грамота Министерства энергетики Российской Федерации.
- Благодарность Министерства энергетики Российской Федерации.